# Herbert Haupt
Herbert Haupt (Seeboden (Caríntia, 28 de setembro de 1947) é um político austríaco do FPÖ e da BZÖ.
Em 2003 foi vice-chanceler. De Outubro de 2000 até Janeiro de 2005 foi ministro federal. 
Herbert Haupt é casado.